# 夕拾×閒社
夕拾×閒社（或稱「夕拾閒社」）是香港一間位於觀塘的獨立書店，於2020年6月創立。
該店將書店和共享空間合二為一，並在營運上達至互補功效。創辦人的立店宗旨除了為造訪者提供一個歇息的空間:24，亦希望透過舉辦「書券蛋」等活動提升市民大眾的閱讀動機，並透過選書支持香港的獨立出版行業。

## 歷史
2020年中，她認為2019冠状病毒病疫情會有緩和現象，加上自身對閱讀的興趣，故萌生一種「開書店」的想法。深知觀塘區的她，得悉該區缺乏獨立書店，故決定於該區開設一間新的獨立書店，除了希望能讓市民找到主流商場以外的另類選擇，亦期望透過店裡的窗，讓造訪者透過欣賞窗外景色，達至一種心靈上的作用（故亦為她在選址時的其中一項原則）。然而，預算有限的她，卻發現區內能符合她要求的單位並沒有想像般多。經過一番尋覓，她於同年5月租下駿業街一幢工業大廈內的一個辦公室單位。由於該單位的佈局並不適合用作書店營運之用，故她和朋友在處理選書和購置傢具（包括但不限於二手傢具:26，以及利用人家棄掉不用的包裝物料）等工作的同時，亦得要重整單位內的佈局，以及請來專業人士負責裝修及水電等工作。經過一輪準備工夫，該店於同年6月1日正式開業。:68, 70-71
2021年7月，該書店以書攤形式，在灣仔富德樓舉行的「獨立出版迷你書展」中參展，而同場參與的獨立書店計有閱讀時代、貳叄書房等。同年11月，該店獲滾動的書邀請，與Kadey Jadey 繪本童樂及一拳書館等數間獨立書店合作，於灣仔集成中心一個舖位內合作營運「期間限定書店」，為期約三個月。

### 名稱由來
據創辦人於一個日本訪問中指出，「夕拾」二字乃出自中國近代作家鲁迅的著作《朝花夕拾》，而「閒社」則是有讓造訪者在靠近窗邊的空間中歇息的意味。

## 書店特色

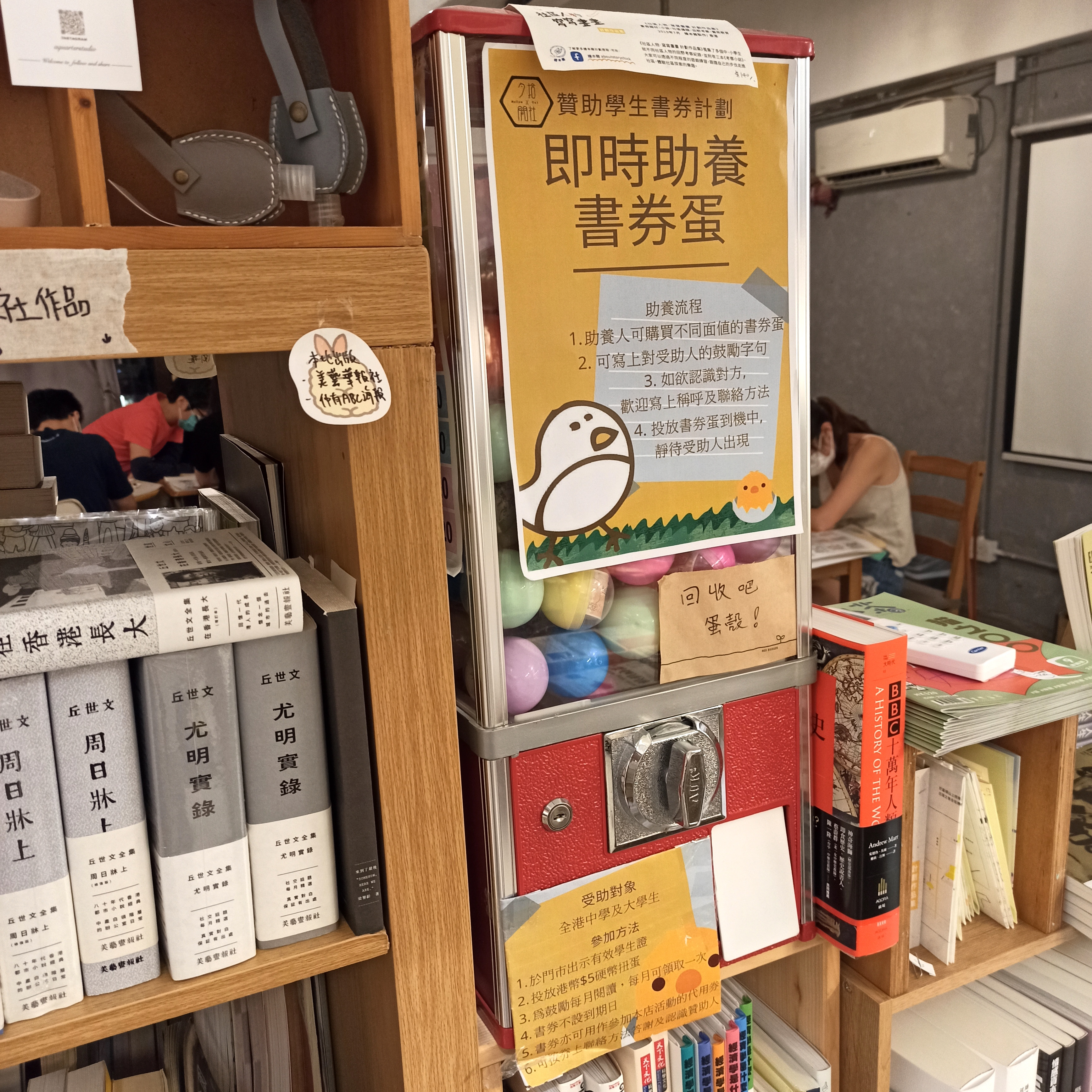
該店設置扭蛋機，供學生抽取「書券蛋」；相關書券可於該店購買書籍時使用

據創辦人憶述，香港舊時的獨立書店大多只著重於販售書籍，故在空間規劃上甚少顧及舉辦活動及供造訪者閱讀的空間。有見及此，加上眼見香港能夠進行活動的空間愈來愈少，故她將該店的空間劃分為兩個部份，其中一部份是共享空間，並以「閒社」作稱呼。該等空間除開放予造訪者以付費的形式租用外，該店有時候亦會利用空間進行茶道、花藝、讀書會等不同類型的活動，以祈探索在書店營運上的多元性。:24為確保書店營運的收支平衡，若該店售賣書籍的收益不如理想，則會嘗試聯絡更多有志之士合作，舉辦更多活動，以求增加收入。:76
該店的另一部份為書店，稱作「夕拾」。:24據創辦人指出，該店起初擬以售賣二手書籍為主，而現時除售賣該等書籍外，亦從香港和台灣的出版社引進不同類型的出版物。在選書上，該店以「香港出版」為主，並盡量引入由香港不同獨立出版社所出版的書籍，而有關書籍或未必能於坊間主流書店尋獲（如部份關於反對逃犯條例修訂草案運動，又或作者不願在「三中商」販售的書籍等），並會按社會和讀者的需要，而適時引進相關書籍。據創辦人指出，讀者若閱讀相關的書籍，會加深對香港在歷史和人文等方面的認知；而此舉除了能夠建立一種獨立書店和獨立出版社之間的聯繫和支持外，亦藉以推動香港的文化事業發展。而在二手書籍方面，該店除了自行搜尋一些質量高，且尚新的二手書籍外，亦會接受造訪者的書籍捐贈，而所挑選的書籍亦易於讓讀者閱讀和理解。除了售賣書籍外，該店亦有以寄賣形式出售一些香港製造的手工藝品。:73-74
除販售書籍和定期舉行活動外，該店亦設有一項名為「即時助養書券蛋」的捐贈書券活動。造訪者可購買不同面值的書券，並在書券上寫上文字與聯絡方式；而學生則透過「扭蛋」的方式抽取書券，並可利用該書券在該店購買書籍。據創辦人指出，該活動不僅旨在鼓勵學生閱讀書籍外，亦令受惠的學生與書券捐贈者之間建立彼此間的關係。:25除上述的捐贈書券活動，該店亦不時會進行團購活動，讓造訪者能夠從菜市場以外的途徑訂購水果。該店期望透過舉辦不同的活動，改變造訪者對書店「只是賣書」的想法，並藉此認識不同志向相近的人，進而建立關係。
在宣傳方面，該店並非如一般樓上商店般利用宣傳單張和海報等印刷媒介方式宣傳，而是利用Facebook及Instagram等社群媒體作宣傳。在立場新聞結束營運之前，該店亦有參與該網站的「獨立書店 每週一書」計畫，每星期向該網站的讀者介紹一本書籍。

## 各界反應
該店營運初期，並未開展公開宣傳工作，只有Sharon的朋友不時造訪。及後，Sharon開始思考一些與坊間合作的可能性並予以實踐，包括主動與柳俊江合作，將該店納入其新書《元朗黑夜》（描述2019元朗襲擊事件書籍）的取書點之一。:71-72
據她指出，該店在宣傳推廣方面並沒有投放額外的資金，但自從上述書籍出版後，該店知名度日增，在云云訂購中有數以百計的表單均以該店所在的觀塘區作為取書點。前往店內取書者在領取該書的同時，亦順道逛逛該店，並聽取店鋪的簡介。事實上，她和身邊人均曾對書店營運表示擔憂，認為經營這類行業的收入並不高，甚至有虧本的可能。然而，根據她在2021年的一個訪問中指出，販賣書籍的收益卻比預期中還要好，皆因該店的選書能夠吸引造訪者閱讀購買，是「找對了書」。:71-72
然而，2019冠狀病毒病在香港的疫情反覆無常，間接影響了該店在營運上的計畫，甚或令收入大減。據創辦者在2021年初的一個訪問中指出，日後若「禁止群組聚集」等防疫措施得以放寬，該店會考慮舉辦更多活動供造訪者參與。

## 外部連結
- 夕拾×閒社的Facebook專頁
- 夕拾×閒社的Instagram帳戶